# لیدیا کریلوا
لیدیا کریلوا (روسی: Лидия Евгеньевна Крылова؛ زادهٔ ۱۲ مارس ۱۹۵۱) اهل اتحاد جماهیر شوروی سوسیالیستی است.